# ROT13

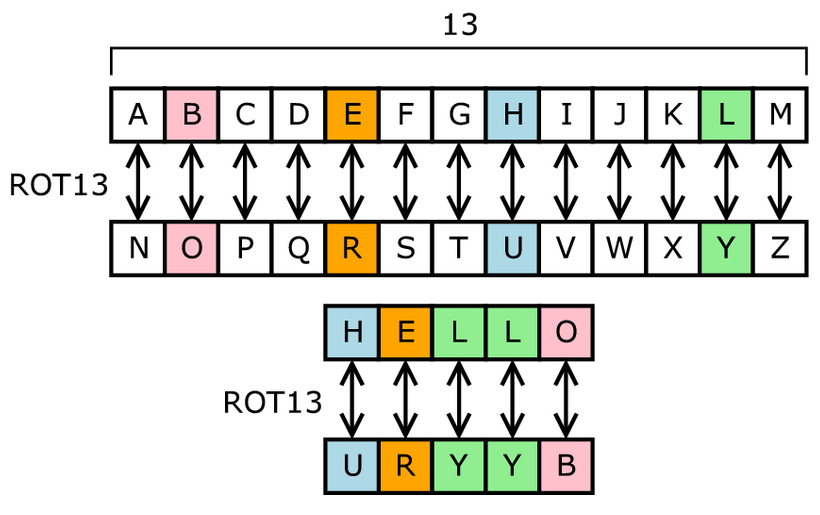
Pomůcka k šifrování a dešifrování

ROT13 (nebo ROT-13) je velmi jednoduchá substituční šifra. Jedná se o variantu Caesarovy šifry, kdy se šifruje posunem o 13 znaků v abecedě (např.: A → N, B → O, atd.); protože abeceda má 26 (=2×13) znaků, stejná operace vede i k dešifrování. Velmi často se používá v diskusních skupinách Usenet. V unixových systémech lze zašifrování a dešifrování snadno provést pomocí utility tr:
echo "Cbgxna wr cbq xnzrarz" | tr 'A-Za-z' 'N-ZA-Mn-za-m'
Jedná se také o základní šifrování používané pro hru geocaching.
abcdefghijklmnopqrstuvwxyz
NOPQRSTUVWXYZABCDEFGHIJKLM

## Hry s písmeny a internetová tradice
ROT13 může být také používáno pro hry s písmeny. V angličtině se nachází několik slov, které se po zašifrování/dešifrování změní na jiná slova s odlišným významem. Nejdelší příklad v angličtině je sedmipísmenový pár abjurer a nowhere; další příklad je další pár chechen a purpura. Další příklady:
- aha ↔ nun
- ant ↔ nag
- balk ↔ onyx
- bar ↔ one
- barf ↔ ones
- be ↔ or
- bin ↔ ova
- ebbs ↔ roof
- envy ↔ rail
- er ↔ re
- errs ↔ reef
- flap ↔ sync
- fur ↔ she
- gel ↔ try
- gnat ↔ tang
- irk ↔ vex
- clerk ↔ pyrex
- purely ↔ cheryl
- PNG ↔ cat
- SHA ↔ fun
- furby ↔ sheol
- terra ↔ green